# Tódži
Tódži (japonsky 東寺) je buddhistický chrám sekty Šingon v Kjótu, Japonsko. Jeho jméno znamená Východní chrám a kdysi existoval i jeho protějšek Saidži (Západní chrám). Stály vedle brány Rašómon, vstupní brány do Heiankjó (Kjóta).
Slavný mnich Kóbó Daiši (Kúkai) založil Tódži v roce 823 z příkazu císaře Sagy. Oficiální název chrámu je Kjó-ó-gokoku-dži (教王護国寺), což naznačuje, že jeho úlohou byla ochrana národa. Je zde uctíván Jakuši Njorai, Buddha léčitel.
Pagoda chrámu Tódži je 57 m vysoká a je nejvyšší dřevěnou věží v Japonsku. Pochází z období Edo, kdy ji nechal přestavět třetí Tokugawský šógun Iemicu.
Od roku 1994 je chrám spolu s několika dalšími památkami v Kjótu zapsán na Seznam světového dědictví UNESCO pod názvem „Památky na starobylé Kjóto“.

## Fotogalerie

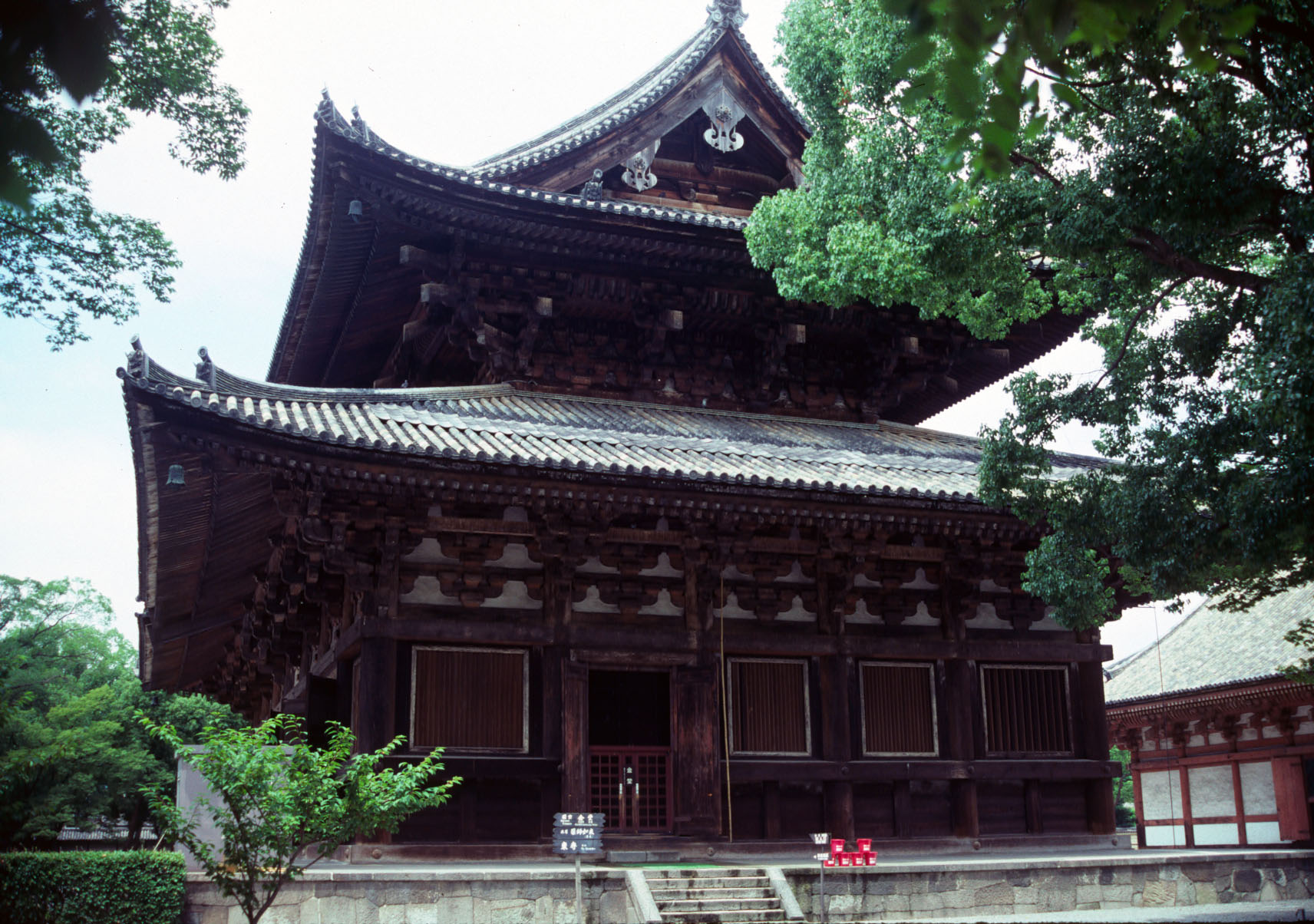
Jedna z budov chrámu Tódži
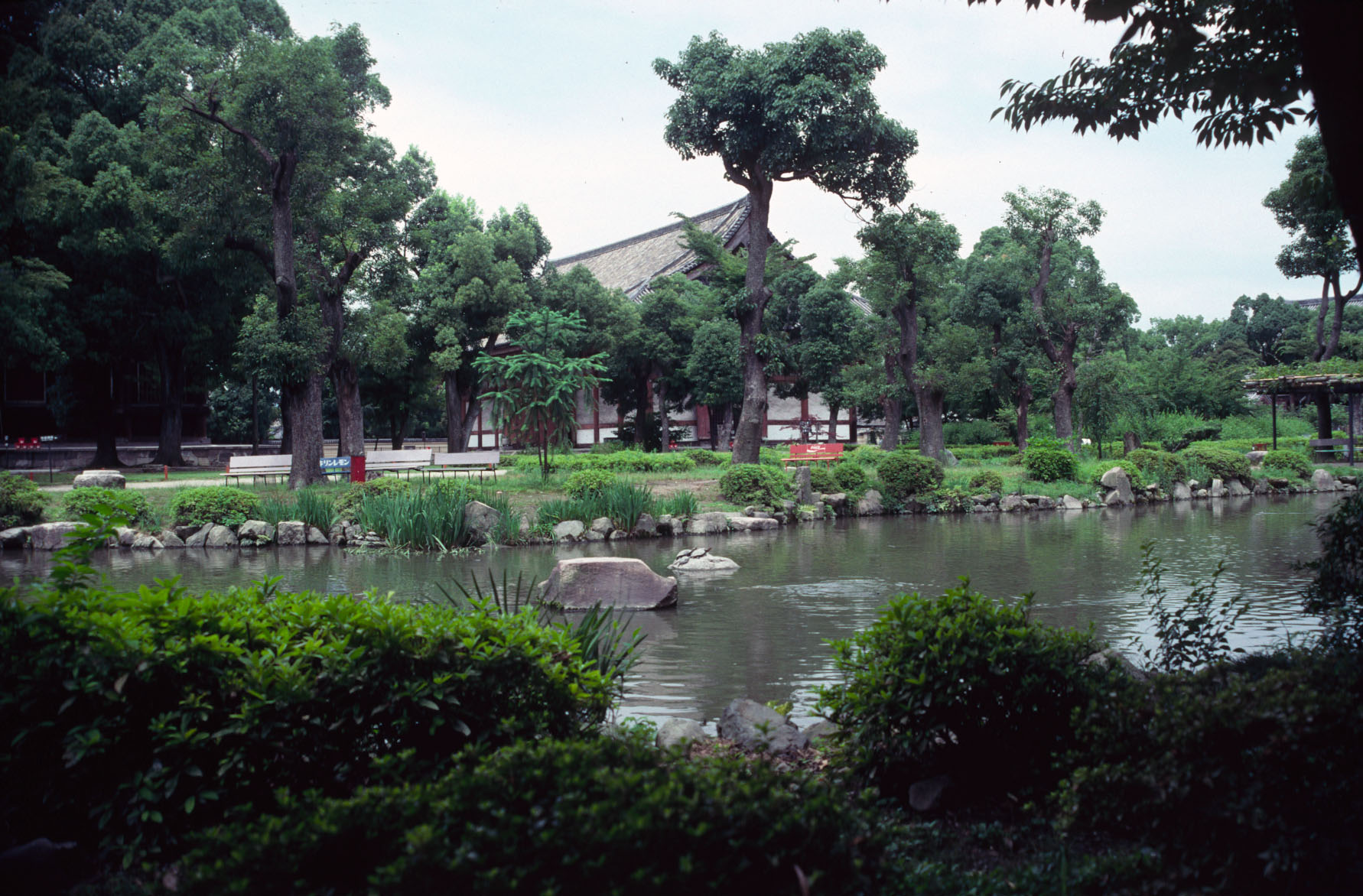
Jezírko v chrámu Tódži
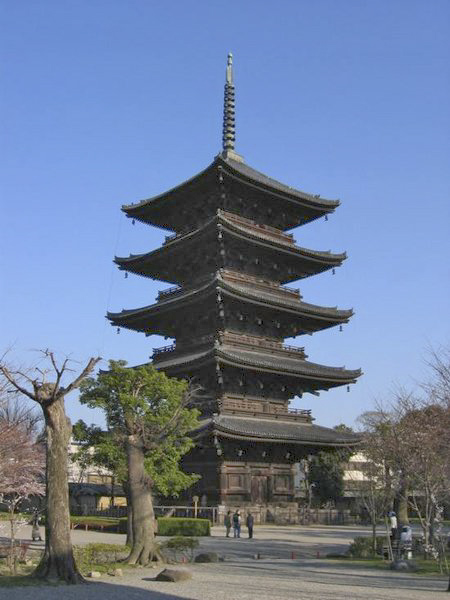
Pagoda Tódži